# Бакема, Якоб Беренд
Якоб Беренд Бакема (нидерл. Jacob Berend Bakema; 8 марта 1914, Гронинген — 20 февраля 1981, Роттердам) — нидерландский архитектор, известный по проектированию общественных зданий и участию в реконструкции Роттердама после Второй мировой войны.
Учился сначала в гронингенском высшем техническом колледже, затем в архитектурной академии Амстердама, был учеником Марта Стама. С 1946 года стал выступать на собраниях Международного конгресса современной архитектуры, с 1955 года находился в должности Секретаря и позднее совместно с несколькими единомышленниками основал так называемую Команду 10, организацию-ответвление.
В 1964 году Бакема стал профессором Делфтского технического университета, а в следующем — Государственной академии Гамбурга.
Бакема выступал против догматизации функционализма, рассматривая архитектуру как пространственное выражение деятельности людей. Наиболее известные его работы — общественный центр Зёйд-плейн (1947—48), кинотеатр «Венстер» (1947—49) в Роттердаме, а также проект общественного центра в Сент-Луисе (США, 1955).